# آنیترا فورد
آنیترا فورد (انگلیسی: Anitra Ford؛ زادهٔ ۱۹۴۲ میلادی) بازیگر و مدل اهل ایالات متحده آمریکا است. وی بین سال‌های ۱۹۶۶ تا ۱۹۷۷ میلادی فعالیت می‌کرد.
از فیلم‌ها یا برنامه‌های تلویزیونی که وی در آن نقش داشته‌است می‌توان به طولانی‌ترین فاصله و یورش دختران زنبوری اشاره کرد.